# Paramphitrite
Paramphitrite är ett släkte av ringmaskar som beskrevs av Holthe 1976. Paramphitrite ingår i familjen Terebellidae.
Kladogram enligt Catalogue of Life och Dyntaxa:
| Paramphitrite | \| \| Paramphitrite birulai \| \| \| \| \| \| Paramphitrite tetrabranchia \| \| \| \| |
|               | \| \| Paramphitrite birulai \| \| \| \| \| \| Paramphitrite tetrabranchia \| \| \| \| |
|               | Paramphitrite birulai                                                                 |
|               |                                                                                       |
|               | Paramphitrite tetrabranchia                                                           |
|               |                                                                                       |